# ミズアブ科
ミズアブ科（Stratiomyidae）は、ハエ目（双翅目）ハエ亜目（短角亜目）の分類群の一つ。世界で約400属2000種が記録されている。
なお単にミズアブというと、本科の種の総称、あるいは本科に属するミズアブ Stratiomys japonica のいずれかを指す。

## 形態

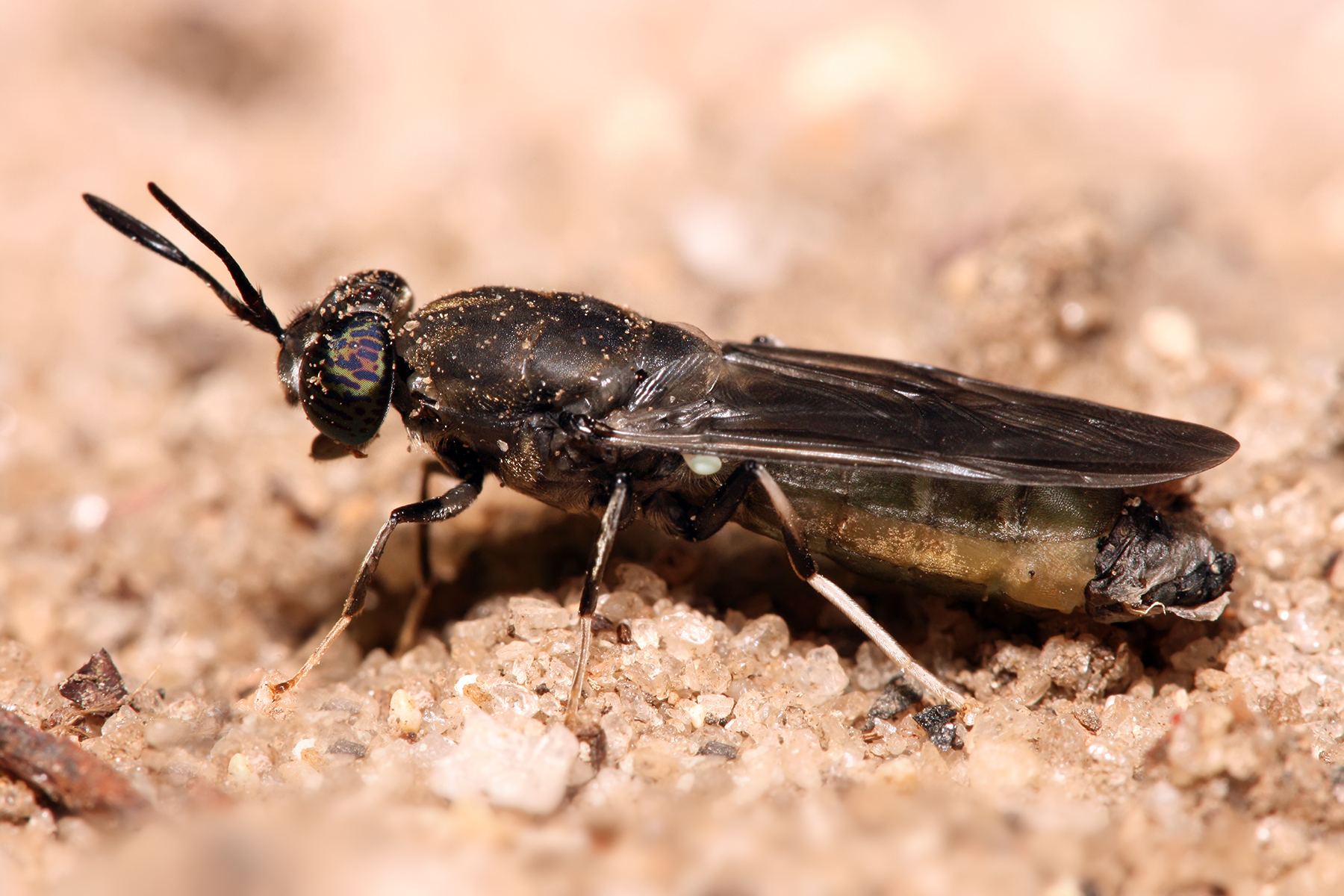
アメリカミズアブ

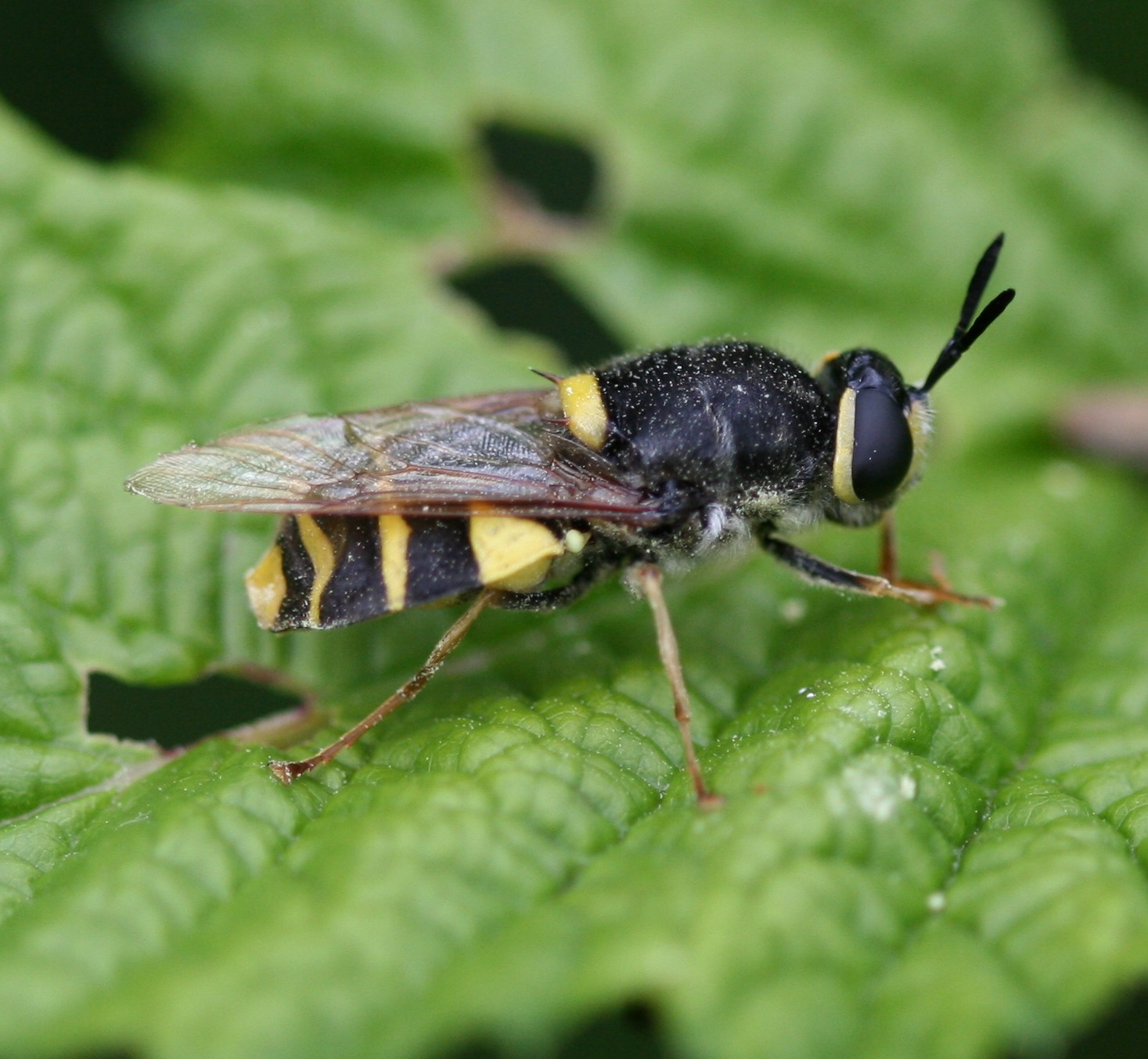
'

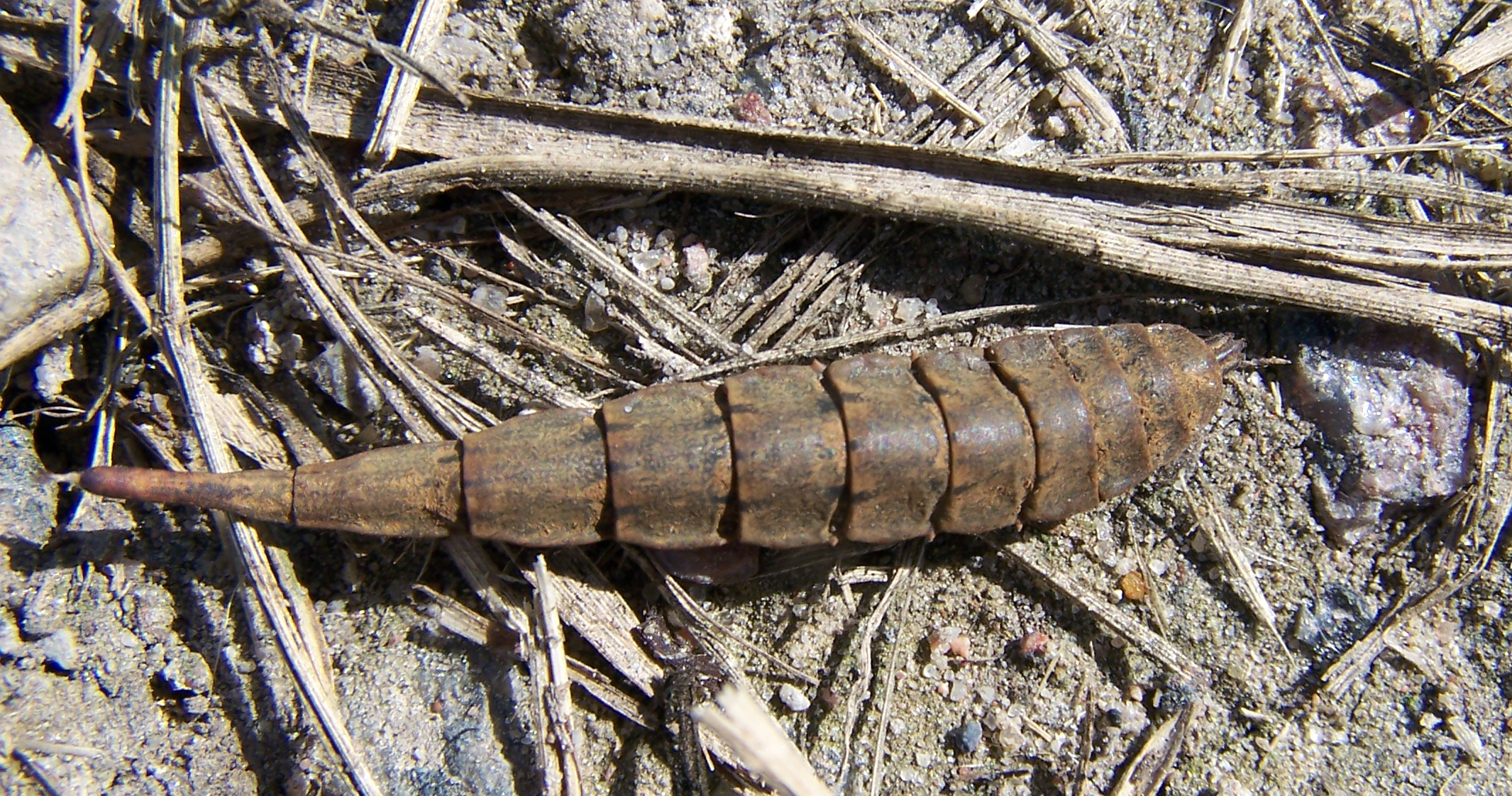
' (幼虫)

体長は2-28mmと、小型種から大型種までさまざまである。体型や体色、触角の形状などは種ごとに非常に多様で、双翅目の中でも形態的な多様性が高い分類群のひとつである。一部の種はスズメバチなどハチに似た体色をもつことが知られる。
一部の種では、幼虫が水生生活をしている。

## 生態
訪花性を持つ種が多く見られる。成虫は年1回発生するが、幼虫が羽化するまでに複数年を要する種もいる。幼虫で越冬する種が多い。

## 分類
以下のような亜科が所属する。
- Antissinae
- Beridinae
- Chiromyzinae
- Chrysochlorininae
- Clitellariinae
- Hermetiinae
- Nemotelinae
- Pachygastrinae
- Parhadrestiinae
- Raphiocerinae
- Sarginae
- Stratiomyinae

## 人間との関係
アメリカミズアブの幼虫は生ゴミなどの有機物を分解するため、堆肥の生産のために利用されることがある。さらに、栄養価が高いため食用にする方法が試行されている。しかし一方で生ゴミなどに発生するため、衛生害虫とされることもある。またアメリカミズアブの幼虫は死肉にも発生するため、法医昆虫学的に重要な昆虫とされることもある。
またミズアブ科昆虫の蛹は乾燥させて、魚の餌などに利用される。